# Physalis minimaculata
Physalis minimaculata ist eine Pflanzenart aus der Gattung der Blasenkirschen (Physalis) in der Familie der Nachtschattengewächse (Solanaceae), die in Mexiko vorkommt.

## Beschreibung
Physalis minimaculata ist eine einjährige, verzweigte Pflanze mit behaarten Zweigen. Die Laubblätter sind eiförmig, die Basis ist schräg, der Rand unregelmäßig mit großen Zähnen gezahnt. Die größten Blätter sind 3 bis 5 mm lang und 2 bis 2,5 cm breit. Die Blattstiele sind 2 bis 4 mm lang.
Die Blüten stehen an 4 bis 6 mm langen Blütenstielen. Der Kelch ist zur Blütezeit 3,5 bis 4 mm lang und misst an der Basis der Kelchzipfel 3 bis 3,5 mm im Durchmesser. Die Kelchzipfel sind 1,5 bis 2 mm lang. Die Krone ist nur sehr leicht gefleckt, ist radförmig bis zurückgebogen radförmig und misst 7 bis 10 mm in der Länge und 8 bis 9 mm im Durchmesser.
Der Kelch ist an der Frucht leicht zehnwinkelig und etwa 18 mm lang und 12 mm breit.

## Vorkommen
Die Art ist in den mexikanischen Bundesstaaten Michoacán und Guerrero verbreitet, wo sie das Biom der sommerfeuchten Tropen besiedelt.